# William Allen (cardinal)
Pour les articles homonymes, voir Allen et William Allen.
William Allen, en français Guillaume Allen, aussi connu comme « Guillaume Alain » ou « le cardinal Alain », né en 1532 à Rossall (Lancashire) et mort le 16 octobre 1594 à Rome, est un catholique anglais, réfugié dès 1561 hors d'Angleterre et jouant un rôle notable dans la Contre-Réforme, notamment en fondant le Collège anglais de Douai. Il est nommé cardinal en 1589. 
Il consacre sa vie à combattre le protestantisme, notamment l'anglicanisme, et à susciter des ennemis à Élisabeth : on lui attribue un traité[réf. nécessaire] affirmant que tuer un tyran n'est pas un crime.

## Biographie

### Conflit avec le gouvernement du royaume d'Angleterre
Refusant de reconnaître la reine Élisabeth Ire d'Angleterre comme chef de l'Église d'Angleterre, conformément aux principes de l'anglicanisme, institué par Henri VIII, il est contraint de quitter l'Angleterre où il ne peut pas faire d'études à l'université.

### Exil aux Pays-Bas (1561-1578)
Il se rend d'abord à Louvain, dans le duché de Brabant (Pays-Bas), où se trouve une des grandes universités de l'Europe de la Renaissance. 
Il est ordonné prêtre en 1565. Il se rend à Rome en 1567 avec Jean Vendeville, professeur de droit à l'université de Douai. 
Rentré aux Pays-Bas, il fonde le collège anglais de Douai en 1568, puis fait des études de théologie. Bachelier en 1569, licencié en 1570, il obtient son doctorat en théologie le 16 juillet 1571. 
Il repart pour Rome en 1575 chercher des fonds et revient à Douai en 1576.

### Séjour en France (1578-1587)
Expulsé en 1578[pas clair], il part pour Reims, siège d'un important archevêché français, devient chanoine de la cathédrale et fonde le Collège des Anglais de Reims, relocalisation temporaire de celui de Douai. 
En 1584, il intervient à la cour de France pour faire libérer son compatriote aussi réfugié en France, Richard Verstegen, emprisonné à la demande de l'ambassadeur d'Angleterre, Edward Stafford, pour outrages à la reine Élisabeth.
À la suite de l'entrée en guerre de l'Angleterre en 1585 (traité de Sans-Pareil) aux côtés des insurgés des Pays-Bas qui ont fondé les Provinces-Unies en 1581, il conseille à Philippe II, roi d'Espagne et prince des Pays-Bas, de lancer l'Invincible Armada contre l'Angleterre.

### Archevêque de Malines et cardinal
Le pape Sixte-Quint le nomme archevêque de Malines, c'est-à-dire primat des Pays-Bas, le 7 août 1587.[réf. nécessaire]
En 1588, l'opération « Invincible Armada » a lieu, mais c'est un échec : la flotte espagnole se révèle incapable d'aborder les côtes anglaises après la bataille de Gravelines, où elle est malmenée par les marins des Provinces-Unies, notamment hollandais. 
Allen est nommé cardinal en 1589 et le pape le charge de réviser la traduction anglaise de la Bible.

## Armoiries
Ses armoiries (les attributs de cardinal avec un écusson garni de trois lapins noirs) sont représentées dans un vitrail qui se trouve dans le hall d'Oriel College à Oxford où il a été étudiant. Elles ont été dessinées par l'architecte et dessinateur de vitraux Sir Ninian Comper.  

## La Bible de Douai
William Allen a effectué la traduction avec l'aide de Robert Bellarmin et du cardinal Colonna[Lequel ?]. À l'université de Douai, ses collaborateurs pour la traduction anglaise furent aussi Grégoire Martin, Richard Briflow et Thomas Worthington (en). 
La première édition anglaise est nommée Douay & Rheims Bible. 
C'était la Bible catholique anglaise la plus populaire au XIXe siècle. Un exemplaire de cette Bible reliée en cuir appartient à la famille du Président des États-Unis Joe Biden depuis au moins 1893. 
La raison pour laquelle elle est si volumineuse (5 pouces d'épaisseur) est que cette édition historique (première édition en 1811) contient des commentaires approfondis du père George Leo Haydock (en) (1774-1849), un prêtre britannique et spécialiste de la Bible. 
La Bible de Joe Biden a été utilisée particulièrement le 20 janvier 2021 lors de sa prestation de serment au Capitole à Washington.